# インゲンテントウ
インゲンテントウ（Epilachna varivestis）は、コウチュウ目テントウムシ科マダラテントウ属に分類される昆虫の一種。日本にはもともと分布していない外来種。

## 分布
中央アメリカ（メキシコ、グアテマラ）を原産地とする。
アメリカ合衆国、カナダオンタリオ州、日本（長野県、山梨県）に移入分布する。

## 特徴
体長6-8.5mm。同属の在来種であるニジュウヤホシテントウに似ているが、斑紋は8つしかない。
マメ科（とくにインゲンマメ属）の植物を食べる。松本(2000)らは、主にサヤインゲン、ベニバナインゲン、アズキ、ダイズ（ごく一部）が食害の対象となっていたと報告している。

## 外来種問題

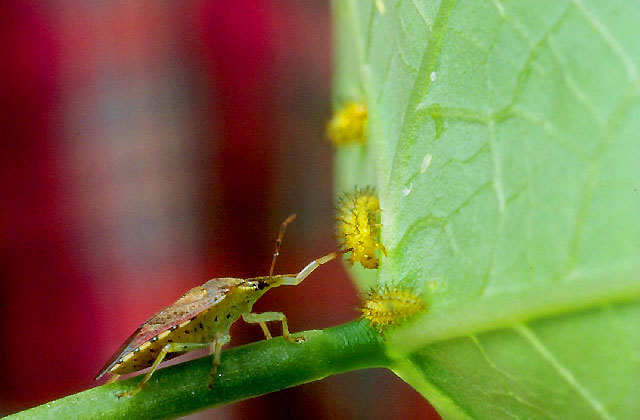
ポディサス・マキュリベントリス（Podisus maculiventris、カメムシの一種）に襲われるインゲンテントウの幼虫（黄色）

1997年にあった北海道大学の大学院生からの見慣れないテントウムシがいるという連絡によって初めて日本での存在が確認された。その後、1994年に長野県で採集された標本が本種であることが判明し、1990年代半ばにはすでに日本に侵入していたものと予想されている。
今のところ定着が確認されているのは長野県と山梨県の2県だけであり、標高500m-1500mの地域に限られる。分布が拡大しない理由として、本種に寄生するハチの存在が挙げられている。在来種のオオニジュウヤホシテントウが年1化であるのに対して、本種は年2化であり、寄生ハチの活動が活発化したとの指摘もある。また、2令幼虫から4令幼虫の期間は高温に弱く、27度以上では産卵や発育が阻害される。
日本生態学会により日本の侵略的外来種ワースト100に選定されている。